# Prabhat Rainjan Sarkar

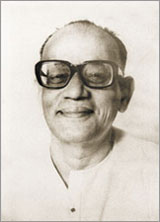
Prabhat Rainjan Sarkar

Prabhat Rainjan Sarkar (Jamalpur, Bihar, India, 21 mei 1921 - Kolkata, 21 oktober 1990) was van oorsprong boekhouder bij de Indiase spoorwegen. Hij is later bekend geworden als filosoof, sociaal hervormer, dichter, taalkundige en spiritueel leraar. Hij wordt meestal aangeduid met zijn spirituele naam Shrii Shrii Anandamurti.

## Leven
Sarkar werd geboren in 1921 in Bihar, India. Hij ontwikkelde een wetenschappelijke en rationele filosofie en een systeem van praktische oefeningen voor de lichamelijke, mentale en spirituele ontwikkeling. Zijn volgelingen herkenden in hem een spiritueel gerealiseerde Meester en noemden hem "Shrii Shrii Anandamurti" (dit betekent "Hij die anderen aantrekt door de belichaming van gelukzaligheid") of eenvoudigweg "Baba" (vader).
In 1955, toen hij nog een normaal gezinsleven leidde en werkzaam was als spoorweg-beambte, richtte hij de organisatie Ananda Marga (Het Pad van Gelukzaligheid) op en begon met het opleiden van missionarissen om zijn leringen van "zelf-verwerkelijking en dienstbaarheid aan de mensheid" over geheel India en later de gehele wereld te verspreiden.
Zijn compromisloze morele verzet tegen corruptie en uitbuiting en zijn eisen om sociale rechtvaardigheid brachten hem in aanvaring met de Communistische Partij van India. Dit resulteerde in de vervolging van Ananda Marga en zijn eigen arrestatie in 1971 onder valse beschuldigingen. Gedurende zijn zeven jaar lange opsluiting overleefde hij een poging tot vergiftiging door personeelsleden van de gevangenis en vastte hij uit protest 5-1/2 jaar lang op een dieet van enkel yoghurt water. Uiteindelijk werd hij door het Hooggerechtshof vrijgesproken van alle aanklachten en in 1978 vrijgelaten.

## Werk en overtuigingen
In overeenstemming met Sarkar's universele visie, groeide Ananda Marga uit tot een veelzijdige organisatie met diverse afdelingen die zich toeleggen op verheffing van de mensheid middels onderwijs, noodhulp, sociale dienstverlening, de kunsten, ecologie, een intellectuele renaissance, vrouwen-emancipatie en een humanistische economie.
Op het gebied van ecologie en milieu-bewustzijn formuleerde Sarkar de filosofie van het Neohumanisme, waarbij hij de geest van het humanisme uitbreidde tot de liefde voor dieren, planten en de levenloze natuur. Hij startte een wereldwijd planten-uitwisselingsprogramma om duizenden plantensoorten van over de gehele wereld voor uitsterven te behoeden. Tevens richtte hij centra voor dierenopvang op in diverse locaties in de wereld.
Op het gebied van filologie en taalkunde schreef P. R. Sarkar werken over Bengali en Sanskriet. In deze boeken traceert hij de evolutie van woorden, frasen en de culturele tradities uit het gehele Indiase taalgebied en geeft hij tevens nieuwe inzichten over het Indo-Europees en andere wereldtalen.
In 1986 kwam Sarkar met de hypothese van de Microvita. In een serie voordrachten daagde hij de conventionele natuurkunde en biologie uit met zijn hypothese dat de fundamentele bouwstenen van het leven microvita of emanaties van puur bewustzijn zijn. Sarkar stelde dat de microvita theorie een verbinding legt tussen de wereld van de waarneming en die van de conceptie en impliceerde daarmee dat de afzonderlijke vakgebieden van natuurkunde, biologie en wiskunde samen zullen gaan in één enkele wetenschap voor het doorgronden van de werkelijke natuur van het universum.
Op het gebied van de muziek, de literatuur en de overige kunsten spoorde Sarkar kunstenaars aan om kunst te bedrijven als dienstverlening en geestelijke verrijking en niet slechts als "kunst om de kunst". Hij schreef ook aanwijzingen om dit doel te kunnen realiseren.
Sarkar schreef niet alleen filosofische verhandelingen, maar tevens kinderverhalen, fabels, comedies en toneelstukken. Zijn meest opvallende bijdrage vormen echter de 5018 liederen, bekend als Prabhat Samgiit (Liederen van de Nieuwe Dageraad), die hij componeerde vanaf 1982 tot zijn overlijden in oktober 1990. Deze liederen geven uitdrukking aan de universaliteit van het menselijke spirituele hart. De meeste liederen zijn geschreven in Sarkar's moedertaal, het Bengali en worden door Bengaalse kenners geprezen om hun poëtische en symbolische expressie.
Voor het welzijn van de gehele samenleving ontwierp hij de sociaal-economische theorie PROUT (Progressive Utilization Theory), die staat voor een optimaal gebruik en een rationele verdeling van alle middelen van bestaan en van alle potentiële mogelijkheden in de wereld - fysiek, mentaal en spiritueel - en voor het scheppen van een nieuwe humanistische sociale orde en gerechtigheid voor ieder mens.
Hij onderwees tantra en yoga aan zijn discipelen en paste deze praktijken aan voor de moderne tijd. Zijn volgelingen claimen dat deze spirituele praktijken samen met zijn spirituele filosofie de inspiratie en de energie leveren voor Ananda Marga. Volgelingen zeggen dat zijn leringen hun leven hebben getransformeerd toen ze zwakheden en negatieve gewoontes in hun denken overwonnen en een diepe vrede in zichzelf gingen ervaren.